# Helper (Utah)
Helper is een plaats (city) in de Amerikaanse staat Utah, en valt bestuurlijk gezien onder Carbon County.

## Demografie
Bij de volkstelling in 2000 werd het aantal inwoners vastgesteld op 2025.
In 2006 is het aantal inwoners door het United States Census Bureau geschat op 1886, een daling van 139 (-6,9%).

## Geografie
Volgens het United States Census Bureau beslaat de plaats een oppervlakte van
4,6 km², geheel bestaande uit land. Helper ligt op ongeveer 1759 m boven zeeniveau.

## Plaatsen in de nabije omgeving
De onderstaande figuur toont nabijgelegen plaatsen in een straal van 36 km rond Helper.